# Sävsjön (Roasjö socken, Västergötland)
Sävsjön är en sjö i Marks kommun och Svenljunga kommun i Västergötland och ingår i Viskans huvudavrinningsområde. Sjön är 6,2 meter djup, har en yta på 0,134 kvadratkilometer och befinner sig 175 meter över havet.

## Delavrinningsområde
Sävsjön ingår i det delavrinningsområde (638375-133091) som SMHI kallar för Ovan Kvarnabäcken. Medelhöjden är 176 meter över havet och ytan är 37,9 kvadratkilometer. Det finns inga avrinningsområden uppströms utan avrinningsområdet är högsta punkten. Häggån som avvattnar avrinningsområdet har biflödesordning 2, vilket innebär att vattnet flödar genom totalt 2 vattendrag innan det når havet efter 95 kilometer. Avrinningsområdet består mestadels av skog (64 %) och sankmarker (20 %). Avrinningsområdet har 0,89 kvadratkilometer vattenytor vilket ger det en sjöprocent på 2,3 %.